# Yokozuna
Yokozuna (jap. 横綱 yokozuna) – wielki mistrz, najwyższa ranga w sumo zawodowym. Rangę tę może uzyskać zawodnik, który w randze ōzeki (mistrz) osiągnie wybitne wyniki w 2-3 kolejnych turniejach. Przyjmuje się, że jest to wygranie dwóch z rzędu turniejów (honbasho) lub wygranie przynajmniej 38 z 45 walk w trzech kolejnych turniejach. Wyniki te to warunek konieczny, ale nie wystarczający do promocji - yokozuna, poza osiąganiem wybitnych wyników w kolejnych turniejach, musi charakteryzować się odpowiednią godnością i poziomem.
Z rangi tej nie można zostać zdegradowanym do rangi niższej. Zawodnik, który jako yokozuna osiąga zbyt słabe wyniki (zazwyczaj uznaje się, że yokozuna powinien wygrywać co najmniej 10 walk na 15 w turnieju), jest zmuszany do wycofania się ze współzawodnictwa w ogóle.
Nie ma ograniczenia w liczbie zawodników, którzy jednocześnie mają rangę yokozuna. W przeszłości zdarzały się okresy bez zawodników w tej randze oraz okresy, w których było nawet czterech wielkich mistrzów. Od września 2021 r. jedynym aktywnym yokozuną jest Terunofuji Haruo (Гантулгын Ган-Эрдэнэ), promowany 21 lipca 2021 r.